# Kabinett Asō
Das Kabinett Asō regierte Japan von der Wahl Tarō Asōs zum Premierminister durch das Kokkai am 24. September 2008 und der formalen Ernennung durch den Tennō bis zum Rücktritt am 16. September 2009.
Asō hatte am 22. September die Wahl zum Vorsitzenden der Liberaldemokratischen Partei (LDP) für sich entschieden. Vorgänger Yasuo Fukuda hatte am 1. September 2008 seinen Rücktritt erklärt. Das neue Kabinett wurde nach der Wahl Asōs in einer Pressekonferenz in der Kantei, dem Amtssitz des Premierministers, vorgestellt. Asō verlas die Nominierungen selbst – traditionell eine Aufgabe des Chefkabinettssekretärs. Ihm gehörten 16 Abgeordnete des Shūgiin, des Unterhauses, und zwei des Sangiin, des Oberhauses, an. Fünf Staatsminister aus dem Vorgängerkabinett wurden auf ihren Posten belassen. Fünf Minister gehörten erstmals einem Kabinett an. Mit 34 Jahren war Yūko Obuchi das jüngste Mitglied eines Kabinetts in der Nachkriegsgeschichte.
Nach der Niederlage der Regierungskoalition bei der Shūgiin-Wahl am 30. August 2009 trat das Kabinett Asō am 16. September 2009 vor der Wahl Yukio Hatoyamas zum neuen Premierminister zurück.

## Staatsminister
| Amt | Name                                    | Bild              | Kammer  | Fraktion | Faktion   |
| --- | --------------------------------------- | ----------------- | ------- | -------- | --------- |
| Premierminister | Tarō Asō                                | Tarō Asō          | Shūgiin | LDP      | (Asō)     |
| Staatsminister, die ein Ministerium leiten |                                         |                   |         |          |           |
| Minister für Innere Angelegenheiten und Kommunikation Staatsminister für Regionalreform                                                                             | Kunio Hatoyama bis 12. Juni 2009        | Kunio Hatoyama    | Shūgiin | LDP      | Tsushima  |
| Minister für Innere Angelegenheiten und Kommunikation Staatsminister für Regionalreform                                                                             | Tsutomu Satō ab 12. Juni 2009           | Tsutomu Satō      | Shūgiin | LDP      | Koga      |
| Justizminister | Eisuke Mori                             | Eisuke Mori       | Shūgiin | LDP      | Asō       |
| Außenminister | Hirofumi Nakasone                       | Hirofumi Nakasone | Sangiin | LDP      | Ibuki     |
| Finanzminister Staatsminister für den Finanzsektor | Shōichi Nakagawa bis 17. Februar 2009   | Shōichi Nakagawa  | Shūgiin | LDP      | Ibuki     |
| Finanzminister Staatsminister für den Finanzsektor | Kaoru Yosano ab 17. Februar 2009        | Kaoru Yosano      | Shūgiin | LDP      | —         |
| Minister für Bildung, Kultur, Sport, Wissenschaft und Technologie                                                                                                   | Ryū Shionoya                            | Ryū Shionoya      | Shūgiin | LDP      | Machimura |
| Minister für Gesundheit, Arbeit und Soziales | Yōichi Masuzoe                          | Yōichi Masuzoe    | Sangiin | LDP      | —         |
| Minister für Landwirtschaft, Forsten und Fischerei | Shigeru Ishiba                          | Shigeru Ishiba    | Shūgiin | LDP      | Tsushima  |
| Minister für Wirtschaft, Handel und Industrie | Toshihiro Nikai                         | Toshihiro Nikai   | Shūgiin | LDP      | Nikai     |
| Minister für Land, Infrastruktur und Transport | Nariaki Nakayama bis 28. September 2008 | Nariaki Nakayama  | Shūgiin | LDP      | Machimura |
| Minister für Land, Infrastruktur und Transport | Takeo Kawamura kommissarisch            | Takeo Kawamura    | Shūgiin | LDP      | Ibuki     |
| Minister für Land, Infrastruktur und Transport | Kazuyoshi Kaneko ab 29. September 2008  | Kazuyoshi Kaneko  | Shūgiin | LDP      | Koga      |
| Umweltminister | Tetsuo Saitō                            | Tetsuo Saitō      | Shūgiin | Kōmeitō  | —         |
| Verteidigungsminister | Yasukazu Hamada                         | Yasakazu Hamada   | Shūgiin | LDP      | —         |
| Chefkabinettssekretär |                                         |                   |         |          |           |
| Chefkabinettssekretär zuständig für die Entführungsfrage | Takeo Kawamura                          | Takeo Kawamura    | Shūgiin | LDP      | Ibuki     |
| Staatsminister ohne Ministerium |                                         |                   |         |          |           |
| Vorsitzender der Nationalen Kommission für Öffentliche Sicherheit Staatsminister für Angelegenheiten von Okinawa und der Nördlichen Territorien, Katastrophenschutz | Tsutomu Satō bis 2. Juli 2009           | Tsutomu Satō      | Shūgiin | LDP      | Koga      |
| Vorsitzender der Nationalen Kommission für Öffentliche Sicherheit Staatsminister für Angelegenheiten von Okinawa und der Nördlichen Territorien, Katastrophenschutz | Motoo Hayashi ab 2. Juli 2009           | Motoo Hayashi     | Shūgiin | LDP      | Koga      |
| Staatsminister für Wirtschafts- und Finanzpolitik | Kaoru Yosano bis 2. Juli 2009           | Kaoru Yosano      | Shūgiin | LDP      | —         |
| Staatsminister für Wirtschafts- und Finanzpolitik | Yoshimasa Hayashi ab 2. Juli 2009       | Yoshimasa Hayashi | Sangiin | LDP      | Yamasaki  |
| Staatsminister für Deregulierung zuständig für Verwaltungsreform, Reform des Beamtentums                                                                            | Akira Amari                             | Akira Amari       | Shūgiin | LDP      | Yamasaki  |
| Staatsministerin für Verbraucherschutz, Lebensmittelsicherheit, Wissenschaft & Technologie zuständig für Verbraucherschutz                                          | Seiko Noda                              | Seiko Noda        | Shūgiin | LDP      | —         |
| Staatsministerin für die Bekämpfung des Geburtenrückgangs, Geschlechtergleichstellung                                                                               | Yūko Obuchi                             | Yūko Obuchi       | Shūgiin | LDP      | Tsushima  |

Anmerkung: Der Premierminister gehört während seiner Amtszeit offiziell keiner Faktion an.

## Staatssekretäre
Gleichzeitig mit der Amtszeit der Staatsminister begann die Amtszeit der stellvertretenden Chefkabinettssekretäre sowie des Leiters des Legislativbüros des Kabinetts; die Sonderberater des Premierministers, Staatssekretäre (fuku-daijin, „Vizeminister“, engl. Senior Vice Minister) und die parlamentarischen Staatssekretäre (daijin seimukan, engl. Parliamentary Secretary) traten ihre Positionen einige Tage später an.
| Amt                                                             | Name                                 | Kammer                               | Fraktion                             | Faktion                              |
| Kabinettssekretariat, Legislativbüro                            | Kabinettssekretariat, Legislativbüro | Kabinettssekretariat, Legislativbüro | Kabinettssekretariat, Legislativbüro | Kabinettssekretariat, Legislativbüro |
| --------------------------------------------------------------- | ------------------------------------ | ------------------------------------ | ------------------------------------ | ------------------------------------ |
| Stellvertretende Chefkabinettssekretäre                         | Jun Matsumoto                        | Shūgiin                              | LDP                                  | Asō                                  |
| Stellvertretende Chefkabinettssekretäre                         | Yoshitada Kōnoike bis 13. Mai 2009   | Sangiin                              | LDP                                  | Asō                                  |
| Stellvertretende Chefkabinettssekretäre                         | Katsuhito Asano ab 13. Mai 2009      | Sangiin                              | LDP                                  | Asō                                  |
| Stellvertretende Chefkabinettssekretäre                         | Iwao Uruma                           | —                                    | —                                    | —                                    |
| Leiter des Legislativbüros des Kabinetts                        | Reiichi Miyazaki                     | —                                    | —                                    | —                                    |
| Sonderberater des Premierministers                              |                                      |                                      |                                      |                                      |
| Sonderberaterin für die Entführungsfrage                        | Kyōko Nakayama                       | Sangiin                              | LDP                                  | Machimura                            |
| Sonderberater für Wiederbelebung der Regionen                   | Shun’ichi Yamaguchi                  | Shūgiin                              | LDP                                  | Asō                                  |
| Staatssekretäre („Vizeminister“)                                |                                      |                                      |                                      |                                      |
| Kabinettsbüro                                                   | Yoshitake Masuhara                   | Shūgiin                              | LDP                                  | Ibuki                                |
| Kabinettsbüro                                                   | Yōichi Miyazawa                      | Shūgiin                              | LDP                                  | Koga                                 |
| Kabinettsbüro                                                   | Tatsuya Tanimoto                     | Shūgiin                              | LDP                                  | Machimura                            |
| Innere Angelegenheiten und Kommunikation                        | Gaku Ishizaki                        | Shūgiin                              | LDP                                  | Machimura                            |
| Innere Angelegenheiten und Kommunikation                        | Masatoshi Kurata                     | Shūgiin                              | LDP                                  | Tsushima                             |
| Justiz                                                          | Tatsuo Satō                          | Shūgiin                              | LDP                                  | Yamasaki                             |
| Auswärtige Angelegenheiten                                      | Shintarō Itō                         | Shūgiin                              | LDP                                  | Kōmura                               |
| Auswärtige Angelegenheiten                                      | Seiko Hashimoto                      | Sangiin                              | LDP                                  | Machimura                            |
| Finanzen                                                        | Kōichi Hirata bis 26. März 2009      | Shūgiin                              | LDP                                  | Tsushima                             |
| Finanzen                                                        | Masatoshi Ishida ab 30. März 2009    | Shūgiin                              | LDP                                  | Yamasaki                             |
| Finanzen                                                        | Wataru Takeshita                     | Shūgiin                              | LDP                                  | Tsushima                             |
| Bildung, Kultur, Sport, Wissenschaft und Technologie            | Hirokazu Matsuno                     | Shūgiin                              | LDP                                  | Machimura                            |
| Bildung, Kultur, Sport, Wissenschaft und Technologie            | Toshio Yamauchi                      | Sangiin                              | LDP                                  | Yamasaki                             |
| Arbeit, Gesundheit und Soziales                                 | Hideaki Ōmura                        | Shūgiin                              | LDP                                  | Tsushima                             |
| Arbeit, Gesundheit und Soziales                                 | Takao Watanabe                       | Sangiin                              | Kōmeitō                              | —                                    |
| Landwirtschaft, Forsten und Fischerei                           | Noritoshi Ishida                     | Shūgiin                              | Kōmeitō                              | —                                    |
| Landwirtschaft, Forsten und Fischerei                           | Motohiko Kondō                       | Shūgiin                              | LDP                                  | Koga                                 |
| Wirtschaft, Handel und Industrie                                | Sanae Takaichi                       | Shūgiin                              | LDP                                  | Machimura                            |
| Wirtschaft, Handel und Industrie                                | Takamori Yoshikawa                   | Shūgiin                              | LDP                                  | Tsushima                             |
| Land, Infrastruktur und Verkehr                                 | Yasushi Kaneko                       | Shūgiin                              | LDP                                  | Yamasaki                             |
| Land, Infrastruktur und Verkehr                                 | Tokio Kanō                           | Sangiin                              | LDP                                  | Koga                                 |
| Umwelt                                                          | Masayoshi Yoshino                    | Shūgiin                              | LDP                                  | Machimura                            |
| Verteidigung                                                    | Seigo Kitamura                       | Shūgiin                              | LDP                                  | Koga                                 |
| Parlamentarische Staatssekretäre („Parlamentarische Sekretäre“) |                                      |                                      |                                      |                                      |
| Kabinettsbüro                                                   | Osamu Uno                            | Shūgiin                              | LDP                                  | Ibuki                                |
| Kabinettsbüro                                                   | Masayoshi Namiki                     | Shūgiin                              | LDP                                  | Machimura                            |
| Kabinettsbüro                                                   | Kenta Matsunami bis 14. Januar 2009  | Shūgiin                              | LDP                                  | Ibuki                                |
| Kabinettsbüro                                                   | Yoshirō Okamoto ab 14. Januar 2009   | Shūgiin                              | LDP                                  | Tsushima                             |
| Innere Angelegenheiten und Kommunikation                        | Tetsushi Sakamoto                    | Shūgiin                              | LDP                                  | Yamasaki                             |
| Innere Angelegenheiten und Kommunikation                        | Junji Suzuki                         | Shūgiin                              | LDP                                  | Machimura                            |
| Innere Angelegenheiten und Kommunikation                        | Hirohiko Nakamura                    | Sangiin                              | LDP                                  | Machimura                            |
| Justiz                                                          | Chūkō Hayakawa                       | Shūgiin                              | LDP                                  | Machimura                            |
| Auswärtige Angelegenheiten                                      | Masahiko Shibayama                   | Shūgiin                              | LDP                                  | Machimura                            |
| Auswärtige Angelegenheiten                                      | Yasutoshi Nishimura                  | Shūgiin                              | LDP                                  | Machimura                            |
| Auswärtige Angelegenheiten                                      | Nobuhide Minorikawa                  | Shūgiin                              | LDP                                  | —                                    |
| Finanzen                                                        | Norio Mitsuya                        | Shūgiin                              | LDP                                  | Koga                                 |
| Finanzen                                                        | Shinsuke Suematsu                    | Sangiin                              | LDP                                  | Machimura                            |
| Bildung, Kultur, Sport, Wissenschaft und Technologie            | Kōichi Hagiuda                       | Shūgiin                              | LDP                                  | Machimura                            |
| Bildung, Kultur, Sport, Wissenschaft und Technologie            | Tomoko Ukishima                      | Sangiin                              | Kōmeitō                              | —                                    |
| Arbeit, Gesundheit und Soziales                                 | Zenjirō Kaneko                       | Shūgiin                              | LDP                                  | Nikai                                |
| Arbeit, Gesundheit und Soziales                                 | Tōru Toida bis 16. Juni 2009         | Shūgiin                              | LDP                                  | Tsushima                             |
| Landwirtschaft, Forsten und Fischerei                           | Taku Etō                             | Shūgiin                              | LDP                                  | Ibuki                                |
| Landwirtschaft, Forsten und Fischerei                           | Tetsurō Nomura                       | Sangiin                              | LDP                                  | Tsushima                             |
| Wirtschaft, Handel und Industrie                                | Masaaki Taniai                       | Sangiin                              | Kōmeitō                              | —                                    |
| Wirtschaft, Handel und Industrie                                | Yoshifumi Matsumura                  | Sangiin                              | LDP                                  | Tsushima                             |
| Land, Infrastruktur und Verkehr                                 | Kazufumi Taniguchi                   | Shūgiin                              | Kōmeitō                              | —                                    |
| Land, Infrastruktur und Verkehr                                 | Kōsaburō Nishime                     | Shūgiin                              | LDP                                  | Tsushima                             |
| Land, Infrastruktur und Verkehr                                 | Naoki Okada                          | Sangiin                              | LDP                                  | Machimura                            |
| Umwelt                                                          | Yoshihisa Furukawa                   | Shūgiin                              | LDP                                  | Yamasaki                             |
| Verteidigung                                                    | Ryōta Takeda                         | Shūgiin                              | LDP                                  | Yamasaki                             |
| Verteidigung                                                    | Nobuo Kishi                          | Sangiin                              | LDP                                  | Machimura                            |

## Rücktritte, Entlassung
- Staatsminister Nakayama trat am 28. September 2008 wegen umstrittener Äußerungen gegen die Lehrergewerkschaft Nihon kyōshokuin kumiai zurück.[3]
- Der parlamentarische Staatssekretär Matsunami wurde am 14. Januar wegen seiner Opposition zum Zusatzhaushalt der Regierung entlassen.[4]
- Finanzminister Nakagawa trat am 17. Februar 2009 zurück.[5][6]
- Finanzstaatssekretär Hirata trat nach einem Verstoß gegen den Ethikkodex für Kabinettsmitglieder[7] am 26. März 2009 zurück.[8]
- Der stellvertretende Chefkabinettssekretär Kōnoike trat am 13. Mai 2009 aus persönlichen Gründen zurück.[9]
- Innenminister Hatoyama trat am 12. Juni 2009 im Streit mit Premierminister Asō um die Führung der JP Group zurück.[10]
- Der parlamentarische Staatssekretär Toida folgte Hatoyama und trat im Juni 2009 zurück.[11]